# Bezová šťáva

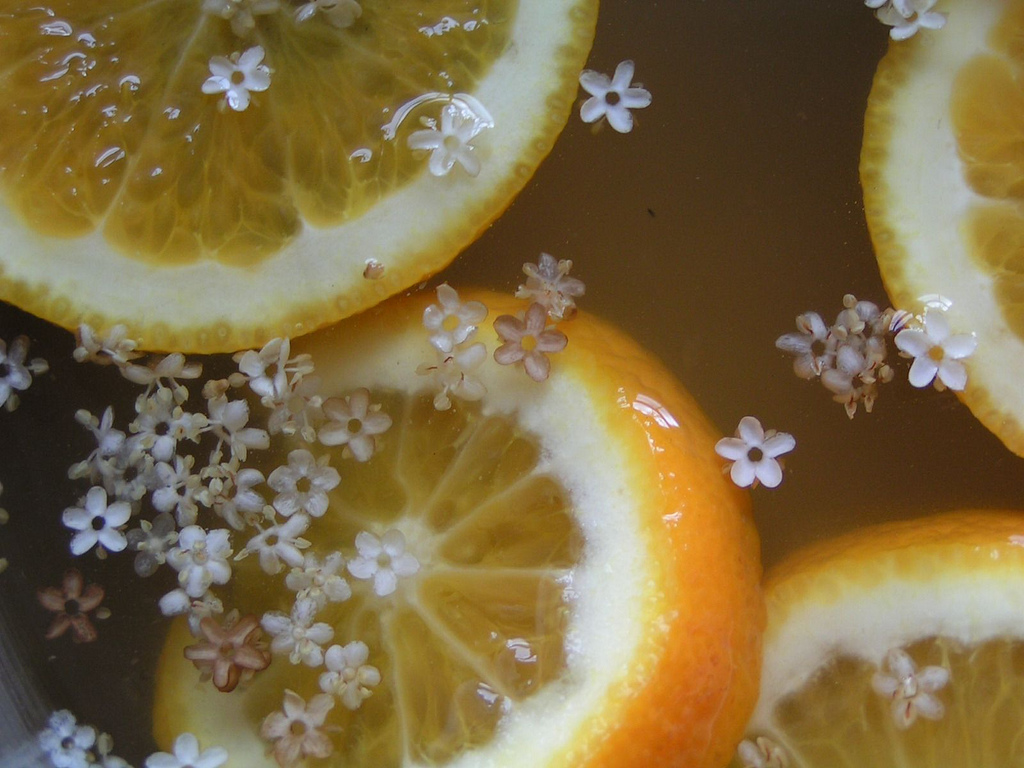
Rozpouštění květů ve vodě s citronem

Bezová šťáva, krátce bezovka, je nápoj vytvořený (kromě vody) zejména z cukru a květů černého bezu. Recepty na něj existovaly už ve starověkém Římě, byl oblíbeným nápojem viktoriánské Británie a dodnes zůstává populárním v střední Evropě, pije se ovšem skoro všude na bývalém území starořímské říše, tedy tam, kde bez roste – v Evropě, severozápadní Africe a jihozápadní Asii.
Šťávu lze poměrně snadno vyrobit v domácích podmínkách, nicméně také se vyrábí a prodává komerčně. Obvykle se dochucuje citronovou šťávou nebo kyselinou citronovou. Při podávání se obvykle koncentrát míchá do vody nebo sodovky, ale lze se setkat i s mícháním s tonikem nebo ginem.